# Procès de Jeanne d'Arc
Procès de Jeanne d'Arc is een Franse dramafilm uit 1962 onder regie van Robert Bresson.

## Verhaal
Er wordt een proces gevoerd tegen Jeanne d'Arc, die het Franse verzet tegen het Engelse leger aanvoerde. Haar wordt hekserij en godslastering aangewreven, omdat ze volhoudt dat Sint-Michiel aan haar is verschenen in een visioen.

## Rolverdeling
| Acteur               | Personage              | Nota                |
| -------------------- | ---------------------- | ------------------- |
| Florence Delay       | Jeanne d'Arc           | als Florence Carrez |
| Jean-Claude Fourneau | Bisschop Cauchon       |                     |
| Roger Honorat        | Jean Beaupere          |                     |
| Marc Jacquier        | Jean Lemaitre          |                     |
| Jean Gillibert       | Jean de Chatillon      |                     |
| Michel Herubel       | Isambert de la Pierre  |                     |
| André Régnier        | D'Estivet              |                     |
| Arthur Le Bau        | Jean Massieu           |                     |
| Marcel Darbaud       | Nicolas de Houppeville |                     |
| Philippe Dreux       | Martin Ladvenu         |                     |
| Paul-Robert Mimet    | Guillaume Erard        |                     |
| Gérard Zingg         | Jean-Lohier            |                     |